# Ратай-над-Сазавою
Рата́й-над-Саза́вою, або Ратаї-над-Сазавою (чеськ. Rataje nad Sázavou) — містечко у Чехії, регіон Богемія, Середньочеський край, Кутногірський округ. Розташоване над річкою Сазавою. Вперше згадується в джерелах під 1156 роком. Населення — 500 осіб. Центр містечка — важлива історична пам'ятка середньовіччя і раннього нового часу.

## Назва
- Ратта́й, або Рат́ай (нім. Rattay, чеськ. Rataj, «орач») — коротка назва. Від давньословянського *ortajь (орати) і суфікса -taj- спорідненого з лит. artîjas «плугатар, орач, землероб», árti «орати», прус. artoys «орач», лат. arator, гр. ἀροτη̃ρ «тс.». Ратаї (чеськ. Rataje, нім. Ratais) — «орачі».
- Рата́й-над-Саса́у (нім. Ratais an der Sasau) — німецька назва містечка за німецькою назвою річки Сазави (Сасау).

## Географія
Ратай розташований на правому березі річки Сазава, яка визначає його кордон. Містеко лежить за 27 км на південний схід від окружного центру Кутна Гора. Більша частина містечка займає перебуває на Влашських висотах, а менша, східна частина, — на пагорбах Горішньої Сазави.

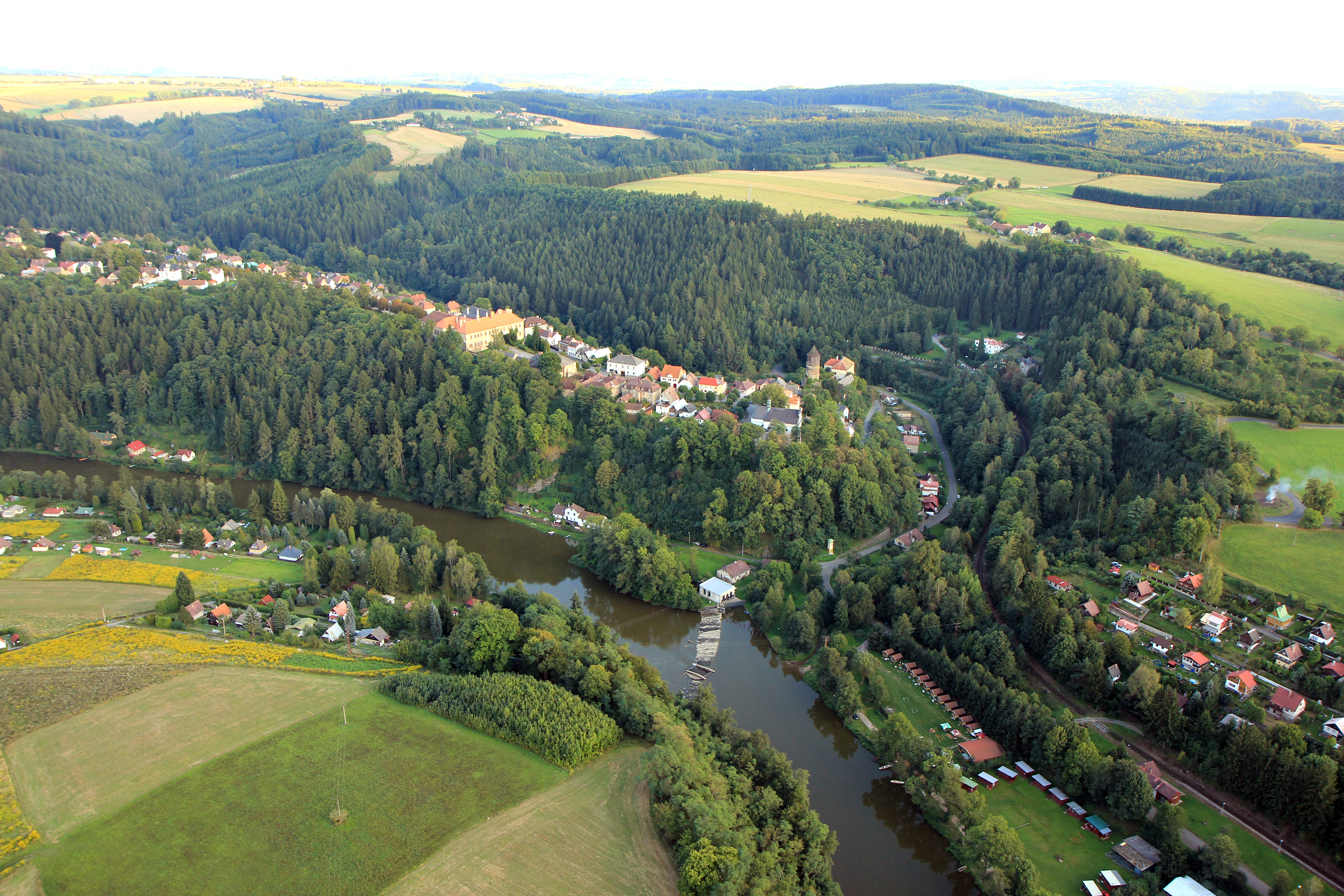
Раттай з півночі
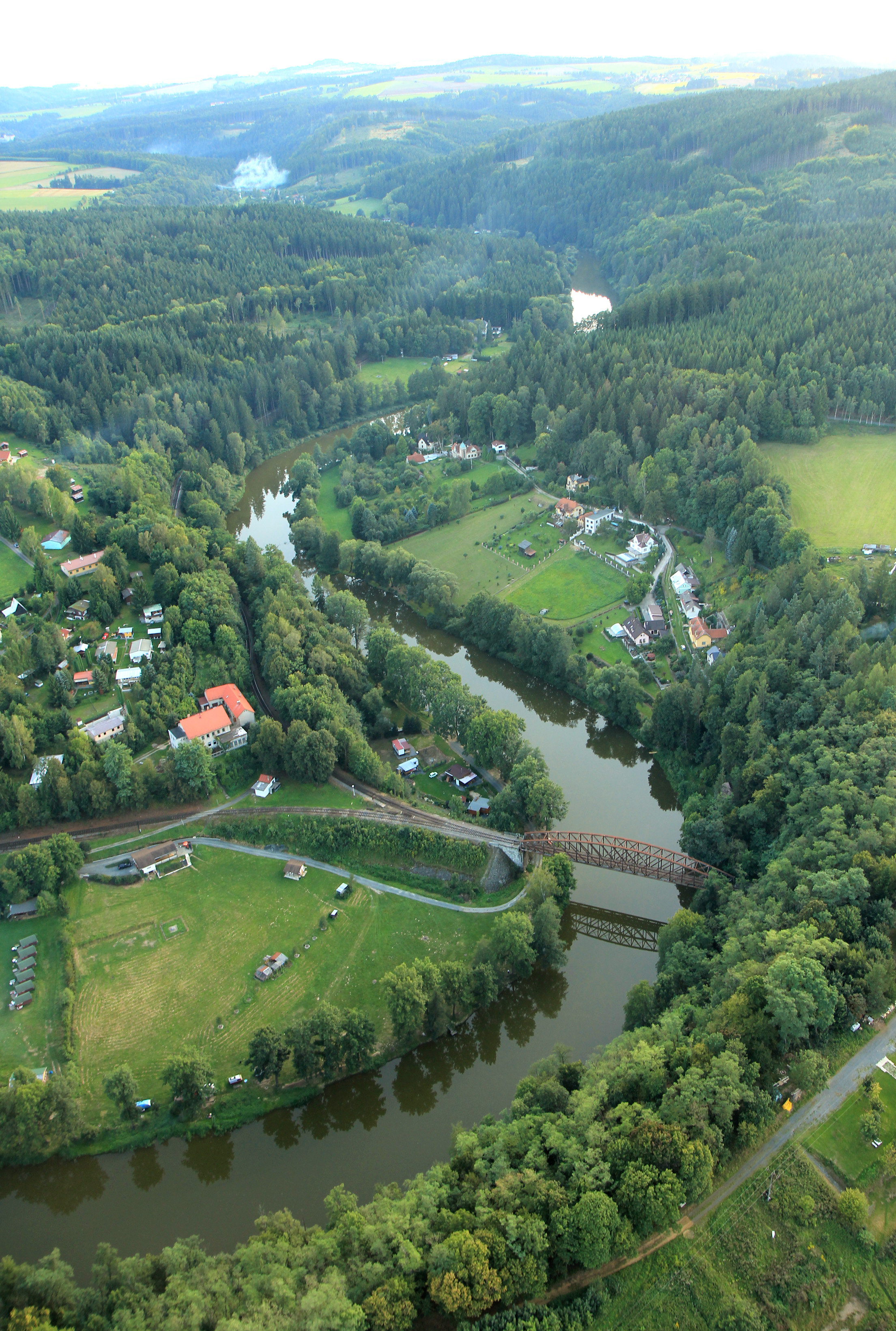
Сазава

## Історія
Ратай перше згадується в історичних джерелах під 1156 роком. Містечко мало ринок і Ратайський замок. Точної згадки про заснування Ратаю немає, проте серед гіпотез називають 946 рік.
Перший Ратайський замок був збудований у середині Х ст. з дерева та цегли як порубіжний оплот для захисту Злічського краю Богемського королівства.
У середині ХІІІ ст. Ратай вигорів внаслідок великої пожежі і був відбудований. На той час він перебував у королівському домені.
У XIV ст. богемський король Йоганн І Сліпий подарував Ратай своєму васалові, магнату Генріху Липському. Липські розбудували нижній Ратайський замок, званий Піркштейном.
1420 року Гінек-Пташка Піркштейнський став володарем Ратаю. Він був гофмейстером і міністром фінансів (мюнцміністром) Богемського королівства, а також адміністратором Кутної Гори і охоронцем майбутнього короля Юрія Подебрадського. Гінек був похований у родинному склепі в Ратайській церкві.

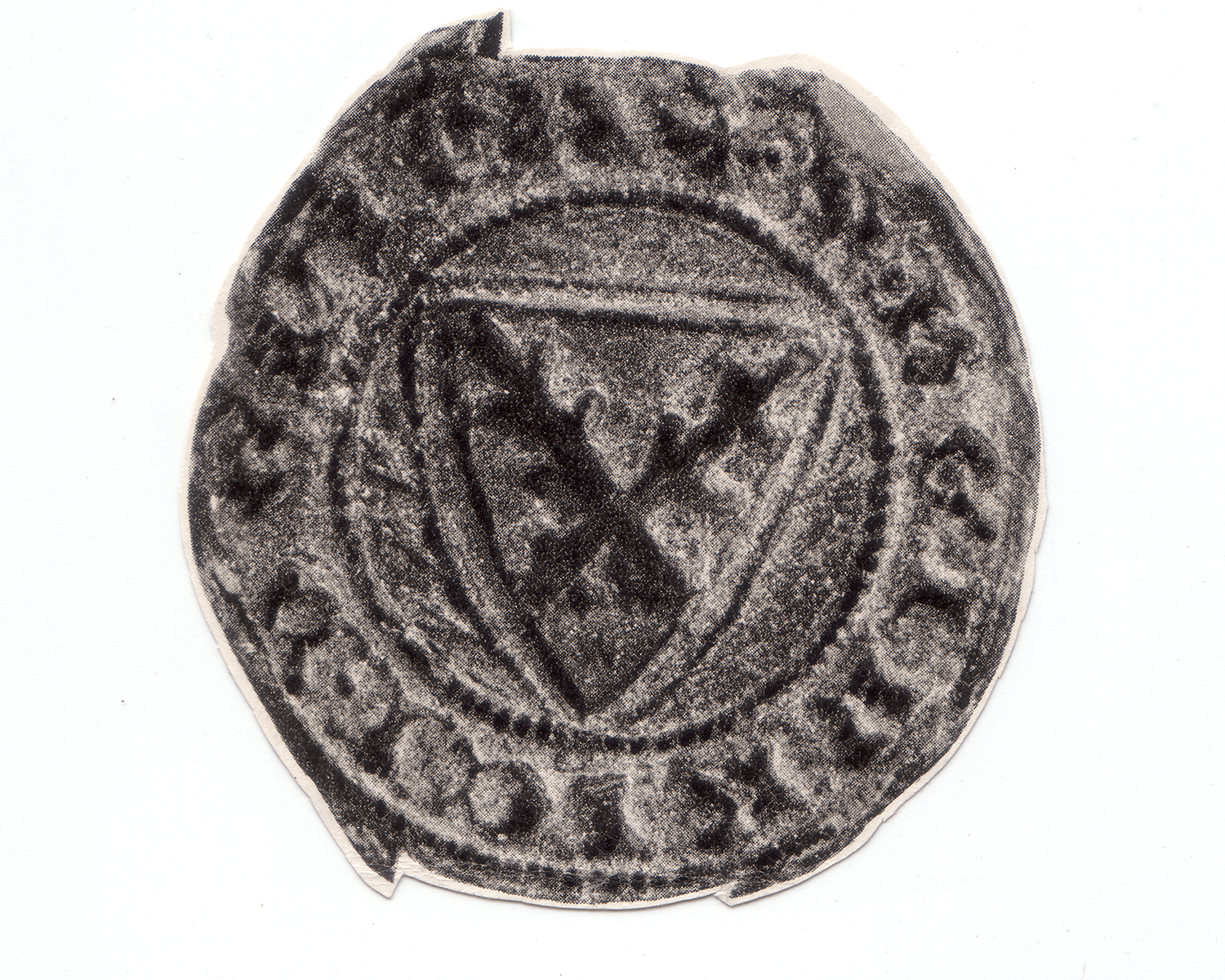
Печатка Липських
Герб Липських
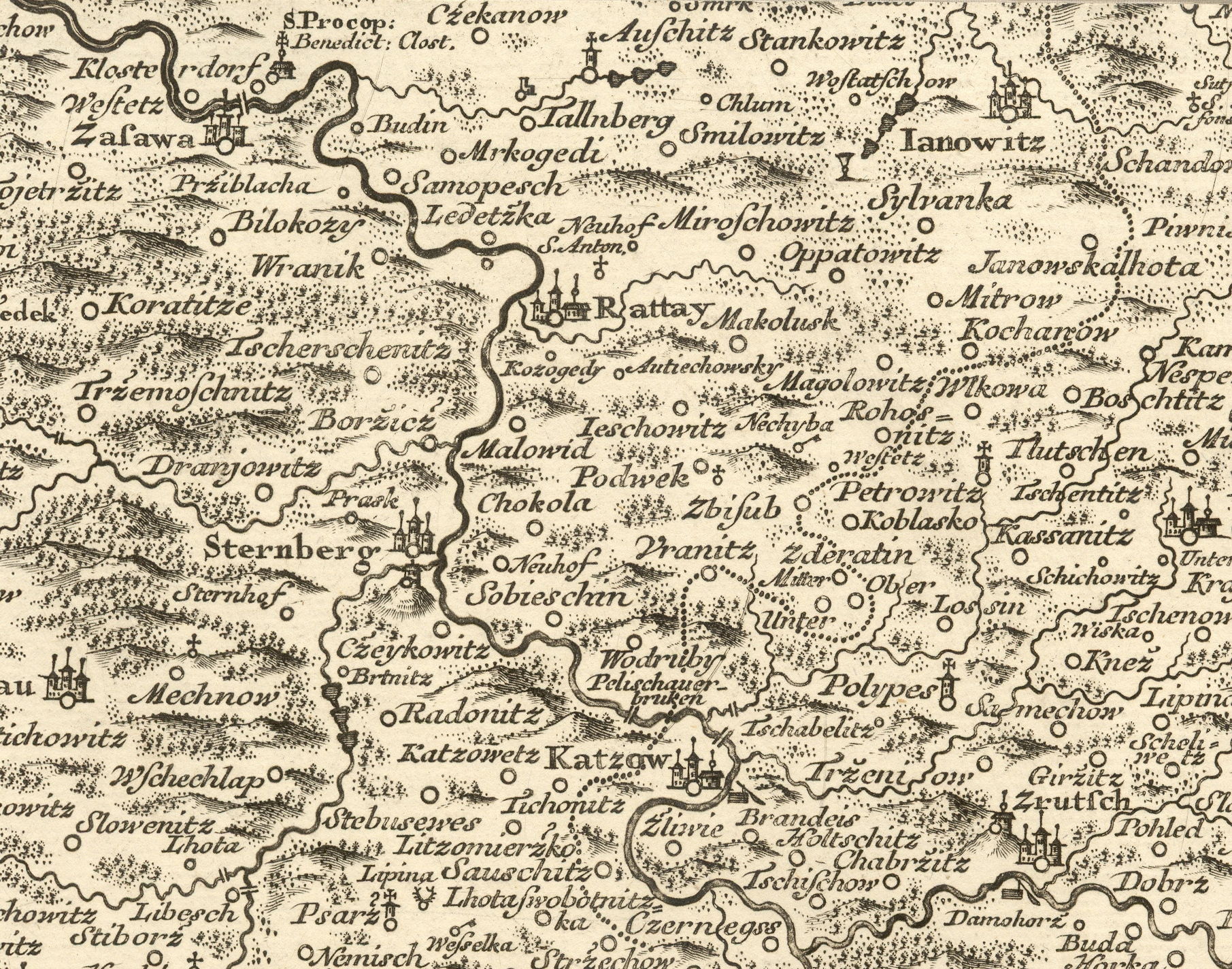
Раттай (Й. Мюллер, 1720)
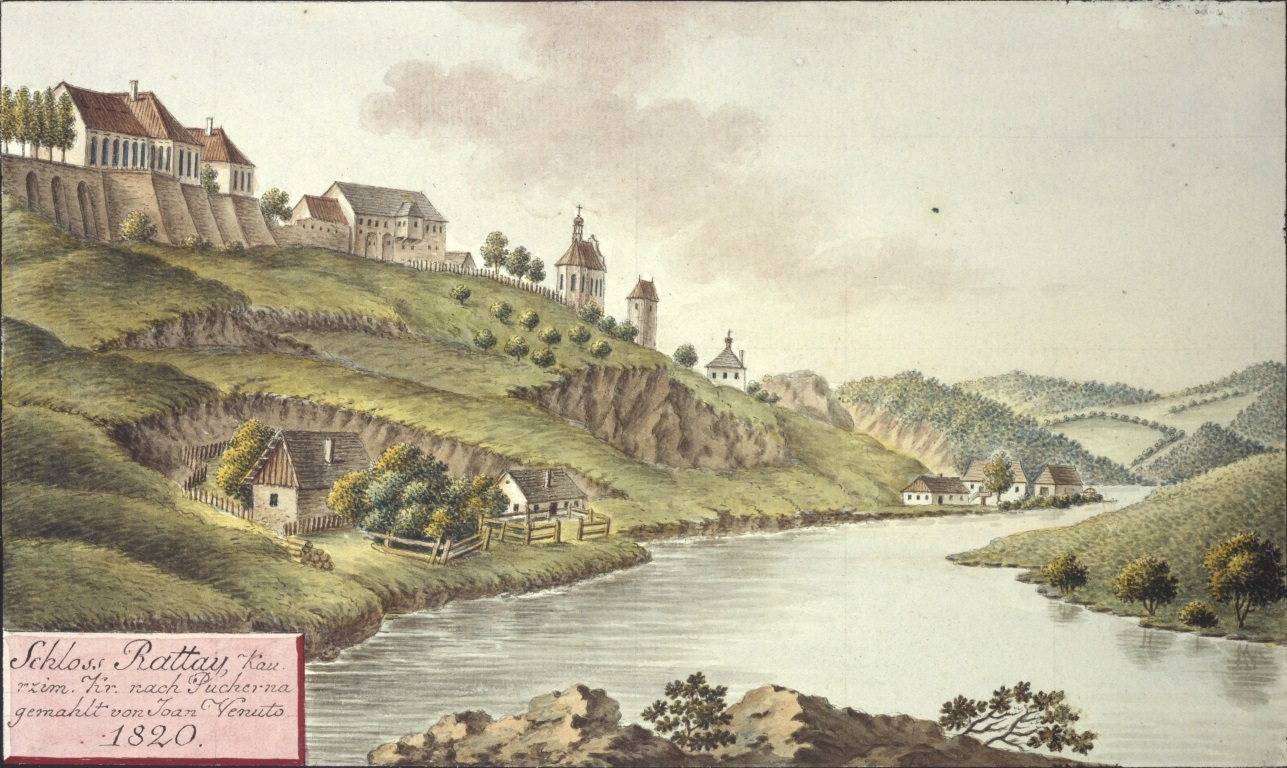
Ратайський замок (Й. Венуто, 1820)

### Адміністративна історія
- 1850: Богемське королівство, Чеська земля, Пардубецький край.

## Пам'ятки
- Руїни міського муру XIV—XVII ст.
- Піркштейн (XIV ст.)
- Церква святого Матвія (XIV ст.)
- Каплиця святого Вацлава
- Каплиця святого Антонія

### Галерея

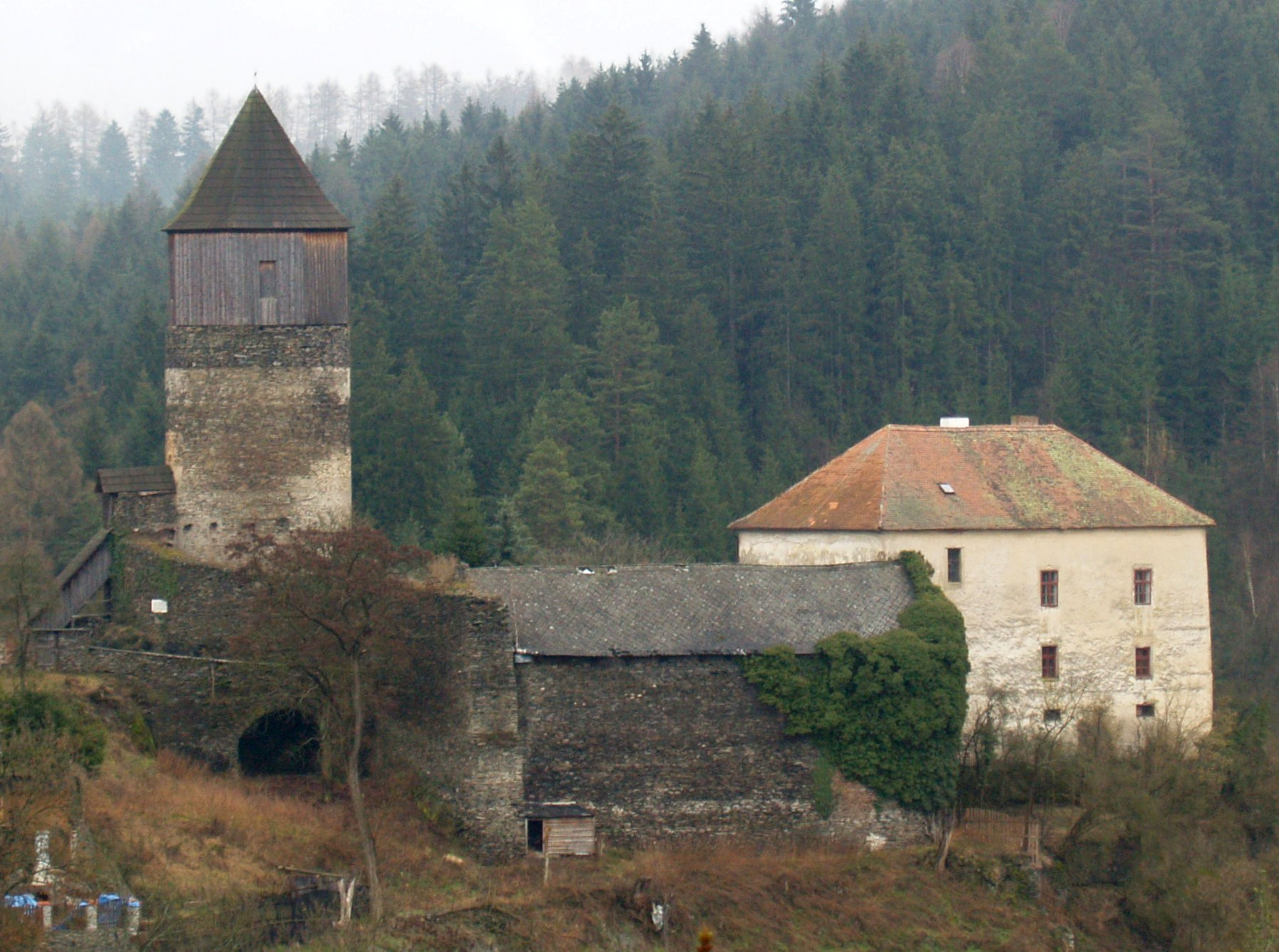
Піркштейн
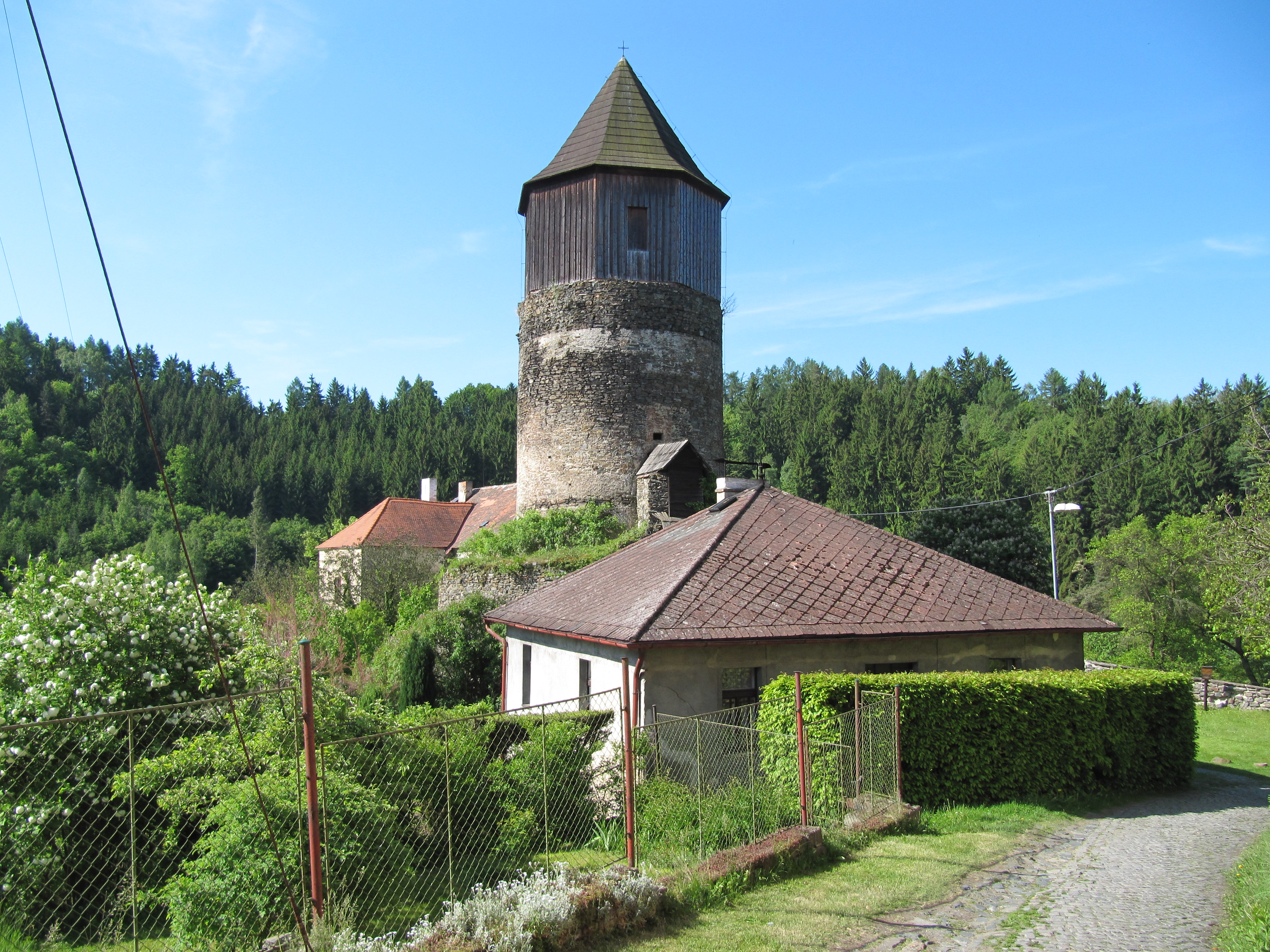
Піркштейн
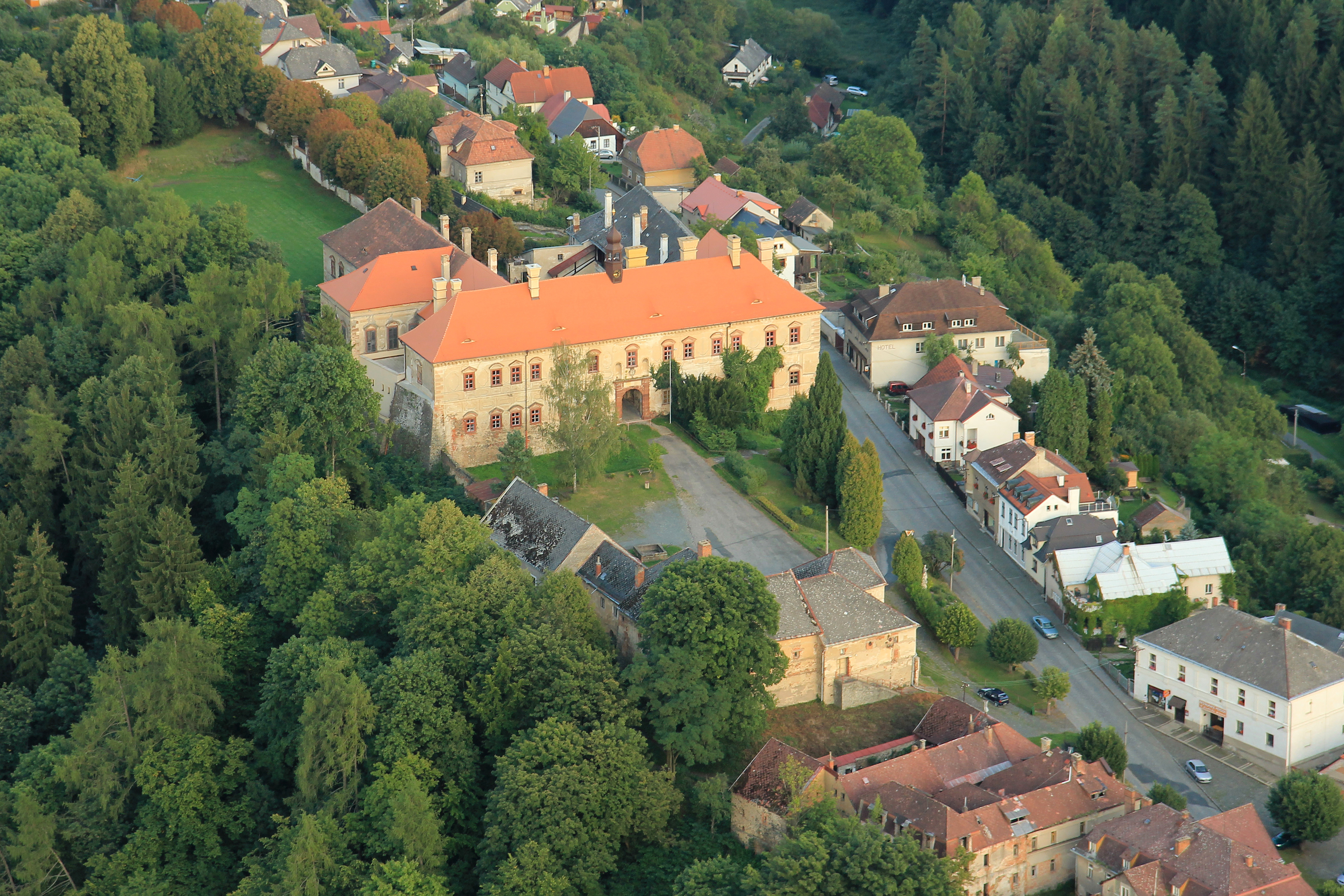
Ратайський замок
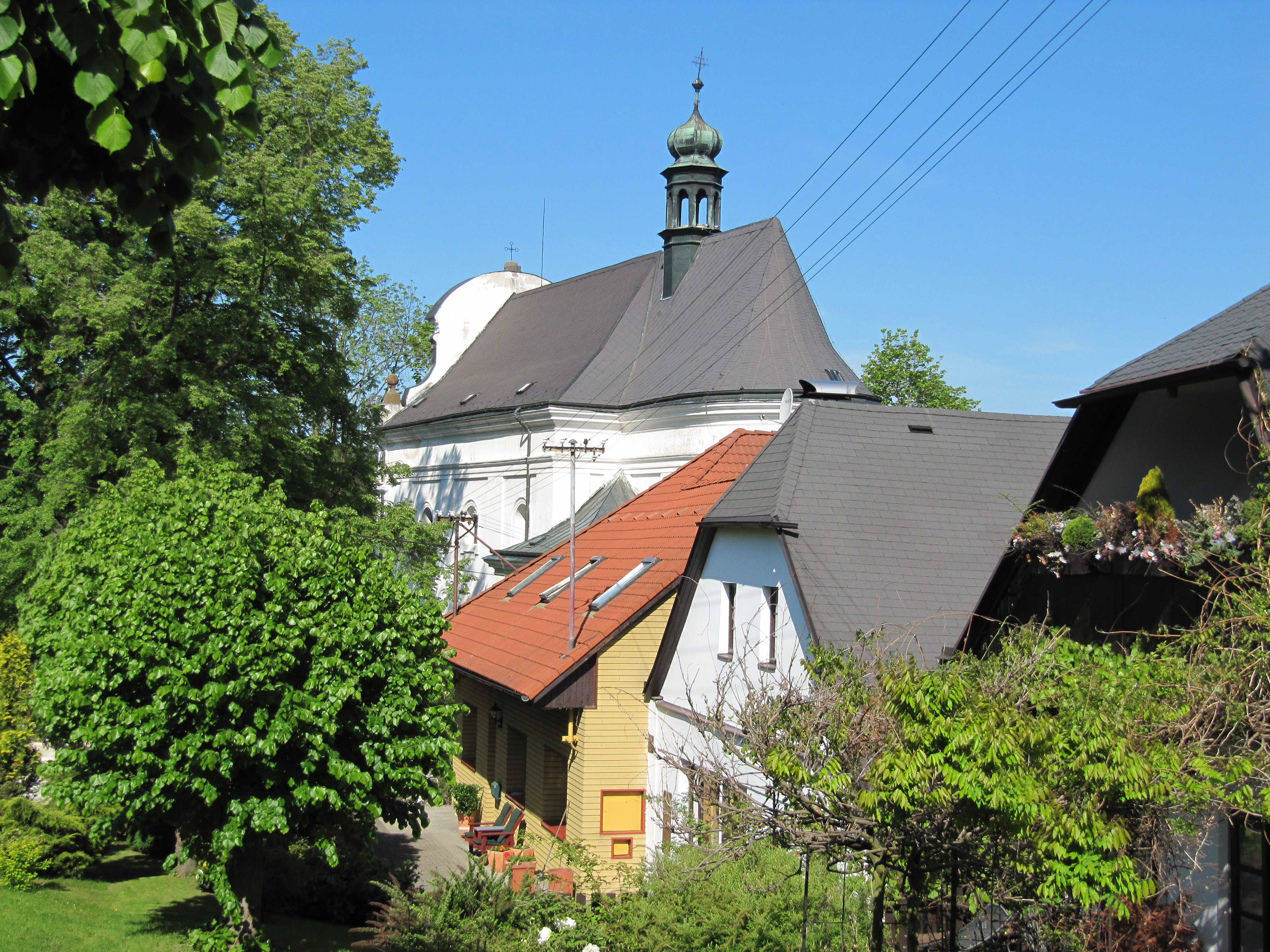
Церква Матвія
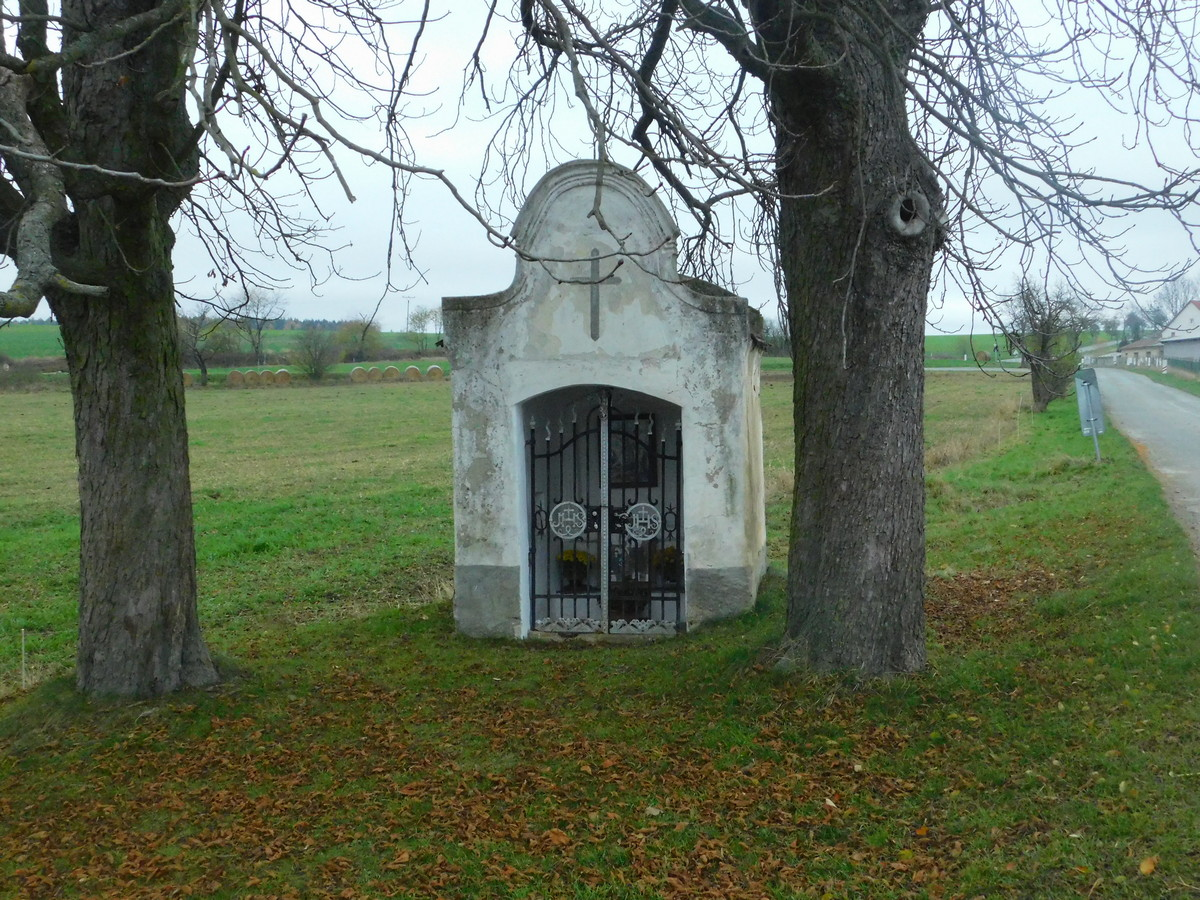
Каплиця Вацлава
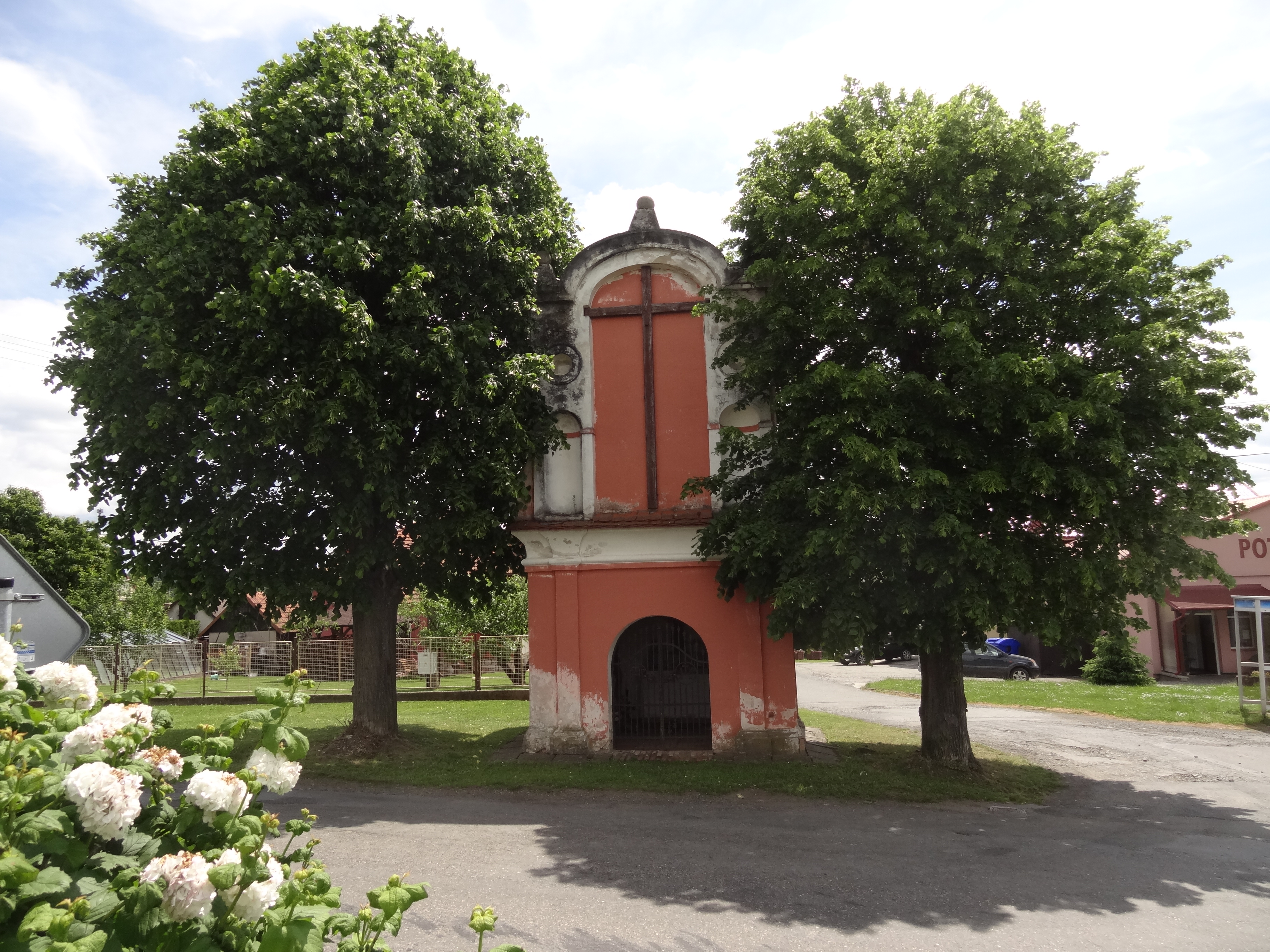
Каплиця Антонія

## У культурі

### Відео-ігри
- 2018: Kingdom Come: Deliverance